# Arrondissement du Borgne
Arrondissement du Borgne (franska: Borgne) är ett arrondissement i Haiti.   Det ligger i departementet Nord, i den norra delen av landet, 140 km norr om huvudstaden Port-au-Prince. Antalet invånare är 83 823. Arean är 327 kvadratkilometer.
Terrängen i Arrondissement du Borgne är kuperad söderut, men norrut är den bergig.